# Unidade básica

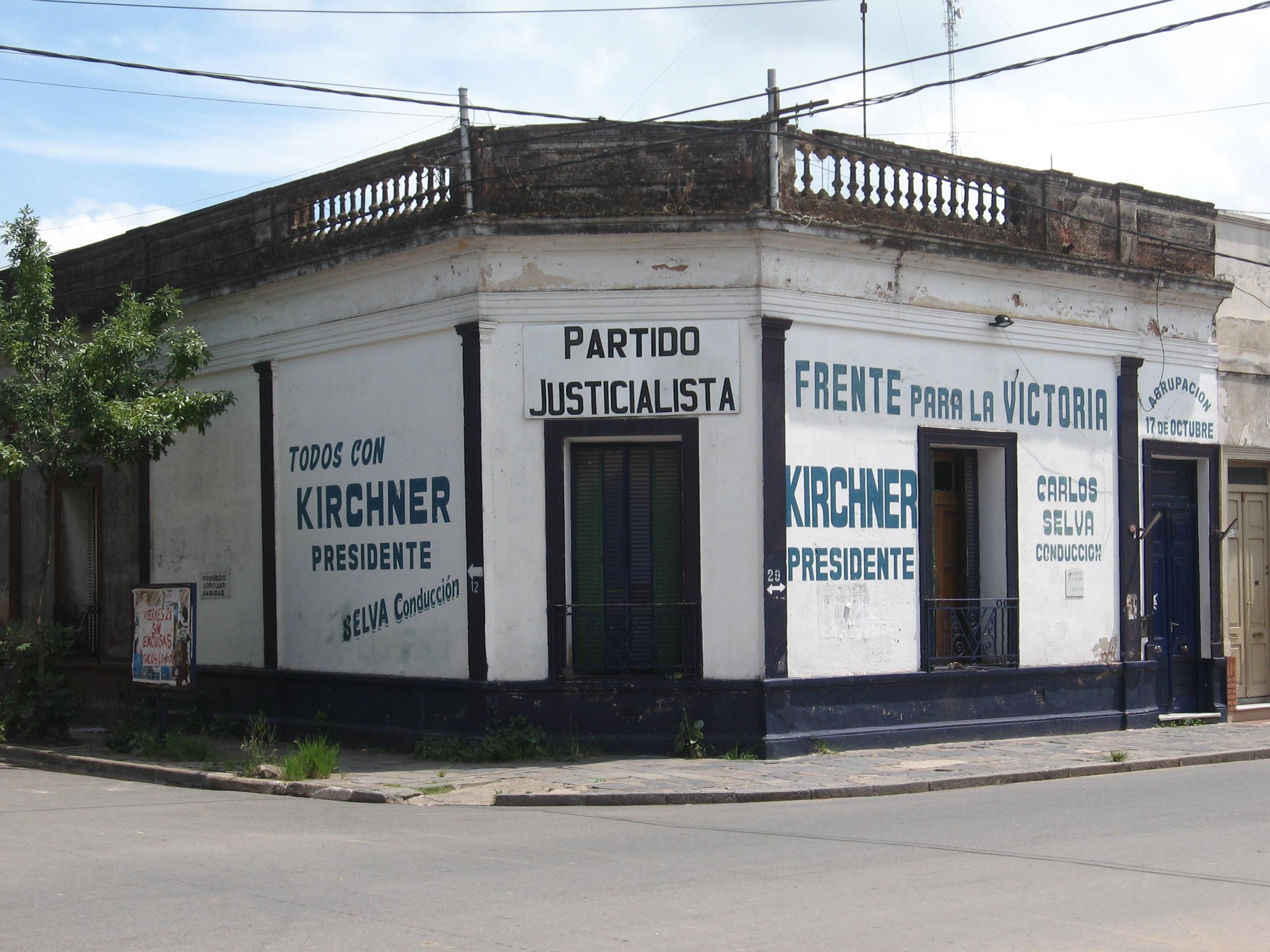
Unidade básica na cidade de Mercedes, Buenos Aires.

Na política argentina se denomina unidade básica ao centro local onde se reúnem os simpatizantes e militantes peronistas para realizar distintas atividades políticas, sociais, solidárias e de capacitação.
Nas unidades básicas são tratados os assuntos partidários, se formam quadros políticos, se organizam conferências e se coordenam as campanhas eleitorais. É habitual que nas mesmas se prestem serviços gratuitos, tais como alfabetização, compras comunitárias, assessoria jurídica, apoio escolar, biblioteca, cursos, etc. Cada unidade pode ter um nome próprio e é usual que existam várias pelas cidades.